# Campeonato Carioca de Futebol de 1982 - Segunda Divisão
O Campeonato Carioca da Segunda Divisão de 1982 foi uma edição da segunda divisão do campeonato estadual de futebol profissional do Rio de Janeiro. A competição foi organizada pela Federação de Futebol do Estado do Rio de Janeiro (FERJ).
Conseguiram o acesso para a Primeira Divisão nesse ano os times: Goytacaz e São Cristóvão para os lugares dos rebaixados Portuguesa e Madureira.

## Participantes
O Campeonato Estadual da Segunda Divisão foi disputado pelas seguintes agremiações:
- Associação Desportiva Niterói, de Niterói
- Friburguense Atlético Clube, de Nova Friburgo
- Goytacaz Futebol Clube, de Campos
- Mesquita Futebol Clube, de Nova Iguaçu
- Olaria Atlético Clube, do Rio de Janeiro
- Rubro Atlético Clube, de Araruama
- São Cristóvão de Futebol e Regatas, do Rio de Janeiro
- Serrano Futebol Clube, de Petrópolis